# A9.com
a9.com es un motor de búsqueda de Internet lanzado el 14 de abril de 2004 por la empresa Amazon.com. Sus resultados derivan desde Bing y son complementados con los obtenidos por Alexa, junto con otros buscadores específicos por cada área, como juegos de ajedrez, licencias de contenido, libros, DVD, etc.
A9 posee muchas funciones que poseen varios de los buscadores de Internet más populares. Además de la búsqueda genérica por término, posee la habilidad de buscar resultados en libros desde la base de datos de Amazon.com que se puede incluir con la opción "Search Inside the Book" (en español, "Buscar al interior del libro"), pero esta opción requiere que el usuario se encuentre registrado en el sitio de amazon. Su interfaz permite combinar los resultados de búsquedas anteriores y actuales, lo que permite generar una comparación resultado a resultado.

## Buscadores dentro del buscador
a9.com ofrece a los usuarios una serie de buscadores específicos por cada área que sea del interés del usuario. Tiene alrededor de 400 servicios disponibles, por ejemplo:
- Bing (motor de búsqueda) realiza las búsquedas generales en los sitios webs y sitios de noticias.
  - Antes, este servicio lo realizaba Google, desde el 14 de abril de 2004 hasta el 30 de abril de 2006.
- Alexa provee información acerca del sitio web en sí, como estadística de visitas y otros datos de relevancia.
- Amazon.com ofrece la vista previa de la información en cualquier libro relacionado al término de búsqueda.
- Answers.com ve bases de datos de referencia general.
  - Mediante answers.com, también se tiene acceso a Wikipedia como término de referencia
- Zoominfo para resúmenes y biografías de personas famosas.
- IceRocket, busca información en blogs.
- Internet Movie Database, ofrece resultados para la búsqueda de películas.

## Polémica
Tras el lanzamiento del buscador integrado de a9, varios grupos de usuarios reclamaron que al momento de guardar las búsquedas existía una especie de spyware, debido a que a9 guarda todas las palabras claves de las búsquedas y las enlazaba a la cuenta de usuario de Amazon.com. La declaración de privacidad de a9 dice, 

"Podemos, de vez en cuando, emplear otras compañías y personas para realizar funciones en nuestro favor. Por ejemplo enviar e-mail y analizar datos. Ellos poseen acceso a la información personal necesaria para realizar sus tareas, pero pueden no utilizarla para otros propósitos "

Se especula que a9.com usa data mining para incluir publicidad orientada (de forma similar a Gmail). Las personas que no desean utilizar el servicio con registro de uso, pueden utilizar la versión Generic a9, la cual no guarda información personal.

## Servicios brindados por A9
Aparte de los servicios de búsqueda, a9 ofreció a sus usuarios un herramienta llamada "BlockViev" que permitía buscar en mapas y las páginas amarillas en Estados Unidos. En las búsquedas aparecían también las fotografías del negocio, buscado en muchas calles de las 24 ciudades más grandes de Estados Unidos. Los usuarios también podían desplazarse por las calles y ver las imágenes de los negocios y tiendas que estaban en las cercanías. 
A pesar de que a9.com planeaba renovar continuamente las imágenes y aumentar su base de datos a otras ciudades de Estados Unidos, el 29 de septiembre de 2006 fue deshabilitada esta opción.

## Cierre de servicios
El 29 de septiembre de 2006, Amazon descontinuó el servicio de varios componentes de a9, incluyendo A9 Instant Reward, A9 Toolbar, A9 Yellow Pages, A9 Pages y algunas opciones de personalización como el diario de vida, marcadores y el historial.
Como resultado del cierre de servicios, el soporte de OpenSearch se reubicó en OpenSearch.org